# Classcraft
Classcraft је веб апликација направљена од стране Канађанина Шона Јанга, која професорима и наставницима омогућава да воде игру у којој њихови ученици тумаче различите улоге.   Овај концепт осмислио је Шон Јанг 2013. године. 

## Циљ игре
Classcraft се до сада користио као допуна у образовању и променио је начин наставе. Развијен је у циљу подстицања тимског рада, повећања мотивације учесника и промовисања бољег понашања на часу. 

## Принципи рада
Користећи различита правила која се налазе у савременим видео играма, ученици прелазе нивое, раде тимски и стичу моћи које имају стваран утицај на њихове животе. Ово је пример игрификације (гejмификације) интегрисане у наставни план и програм, где се кроз игру трансформише начин на који ученици доживљавају целогодишњу наставу у учионици.
Сваки играч (ученик) члан је једне од класа (врачева, исцелитеља или ратника) у оквиру свог тима. Систем бодова живота (hp), бодова акције (ap), бодова злата/новца (gp) и бодова искуства (xp) омогућава сваком играчу да се бори, прелази нивое и осваја бодове искуства, што има последице по његов тим.
Тренутно постоје три класе играча: ратник, врач и исцелитељ. Свака од ових категорија је посебно осмишљена како би одговарала различитим типовима ученика и сваки играч може откључати различите моћи зависно од класе играча којој припада како би помогао члановима свог тима. На пример, једна од моћи врача јесте "Пренос команде", што му омогућава да додели одређени број акционих поена свим играчима свог тима, осим другим маговима.
Класе су међусобно повезане, па је тим који не укључује играча из сваке категорије осуђен на неуспех. Играчи морају стварати тимске стратегије како би спречили да њихов сапутник падне у борби или како би осигурали свој напредак ки вишим нивоима и тако стекли нове моћи.
Групни бодови, иако се тако називају, заправо су индивидуални и користе се за куповину одеће, кућних љубимаца итд.

## Пријем
У јулу 2014. године, 7.000 наставника из 50 различитих земаља усвојило је Classcraft како би употпунили своје часове. У јесен 2014. године, шпански лист "La actualidad" навео је да 1.000 учитеља широм света користи ову методу.
Када је игра постављена на интернет прошлог пролећа, тренд на Редиту је указивао на 130.000 посетилаца дневно.

## Тарифирање
Classcraft нуди неколико тарифних опција:
- Бесплатна верзија, која наставницима и ученицима омогућава приступ игри.[6]
- Freemium формула, која корисницима омогућава да, осим што играју игру, купе златне полуге, приступе IOS и Android апликацијама, искористе систем управљања учењем на даљину и приступе детаљној статистици напретка играча.[6]
- Premium формула, где златне полуге не купује ученик, већ наставник. Ова формула такође укључује приступ IOS и Android апликацијама, систем управљања учењем на даљину и приступ детаљној статистици напретка играча.[6]

## Медији
Classcraft је још увек мало познат концепт у Француској, али почиње да буде медијски присутан у одређеним специјализованим актуелним токовима. 

## Језици
Ова апликација је тренутно доступна на следећим језицима:
- Енглески (УС)
- Француски
- Кинески (традиционални)
- Немачки
- Шпански
- Каталонски
- Руски
- Холандски
- Мађарски